# Іщук Богдан Олегович
Богда́н Оле́гович Іщу́к — солдат Національної гвардії України, учасник російсько-української війни, що загинув у ході російського вторгнення в Україну в 2022 році.

## Життєпис
Богдан Іщук народився 3 червня 2001 року в місті Козятині Вінницької області. Після закінчення місцевої школи № 2 здобув фах помічника машиніста тепловоза та електровоза у Козятинському міжрегіональному професійно-технічному училищі. Потім працював за фахом у Козятинському локомотивному депо. Паралельно вступив на заочну форму до Київського державного університету залізничного транспорту, який закінчив за спеціальністю «Локомотиви та локомотивне господарство». Займався карате кіокушинкай в клубі «Панда», ставав чемпіоном Вінницької області з кіокушинкай каратета. Наприкінці 2020 року Богдана Іщука призвали до лав ЗСУ. Проходив строкову службу в складі 15-го окремого Слов'янського полку Національної гвардії України, обіймав військову посаду старшого стрільця першого патрульного взводу стрілецького батальйону в місті Рубіжному на Луганщині. З початком повномасштабного російського вторгнення в Україну перебував на передовій у Луганській області. Загинув Богдан Іщук 31 березня 2022 року поблизу міста Новодружеськ Луганської області під час артилерійського обстрілу. Поховали загиблого в рідному місті Козятині

## Нагороди
- орден «За мужність» III ступеня (2022, посмертно) — за особисту мужність і самовіддані дії, виявлені у захисті державного суверенітету та територіальної цілісності України, вірність військовій присязі.